# Ronde van Catalonië 2004
De 84ste editie van de Ronde van Catalonië (Catalaans: Volta a Catalunya) werd gehouden van 14 juni tot en met 20 juni 2004 in de gelijknamige autonome regio in Spanje. Dit rittenkoers telde zeven etappes en ging over een afstand van 838,1 kilometer.

## Etappeoverzicht
| etappe | datum   | start               | finish             | afstand  | winnaar              | klassementsleider   |
| ------ | ------- | ------------------- | ------------------ | -------- | -------------------- | ------------------- |
| 1e     | 14 juni | Salou               | Salou              | 18,1 km  | Illes Balears-Caisse | Isaac Gálvez        |
| 2e     | 15 juni | Salou               | Horta de Sant Joan | 145,4 km | Miguel Ángel Martín  | Vladimir Karpets    |
| 3e     | 16 juni | Les Borges Blanques | Andorra            | 200,7 km | Miguel Ángel Martín  | Vladimir Karpets    |
| 4e     | 17 juni | Llorts              | Ordino-Arcalis     | 12,4 km  | Miguel Ángel Martín  | Miguel Ángel Martín |
| 5e     | 18 juni | Llívia              | Blanes             | 180,6 km | Danilo Hondo         | Miguel Ángel Martín |
| 6e     | 19 juni | Blanes              | Vallirana          | 148,1 km | Max van Heeswijk     | Miguel Ángel Martín |
| 7e     | 20 juni | Olesa de Montserrat | Barcelona          | 132,8 km | Isaac Gálvez         | Miguel Ángel Martín |

## Etappe-uitslagen

### 1e etappe
| Salou – Salou (ploegentijdrit over 18,1 km) |                                |           |
| Plaats                                      | Ploeg                          | Tijd      |
|                                             | Illes Balears-Caisse d'Epargne | 00u20'07" |
| 2                                           | Liberty Seguros                | +06"      |
| 3                                           | Team Gerolsteiner              | +15"      |

### 2e etappe
| Salou – Horta de Sant Joan (145.4 km) |                     |                                |          |
| Plaats                                | Naam                | Ploeg                          | Tijd     |
| Winnaar                               | Miguel Ángel Martín | Saunier Duval-Prodir           | 3u46'25" |
| 2                                     | Vladimir Karpets    | Illes Balears-Caisse d'Epargne | +04"     |
| 3                                     | Max van Heeswijk    | US Postal                      | +06"     |

### 3e etappe
| Les Borges Blanques – Andorra (200.7 km) |                     |                      |          |
| Plaats                                   | Naam                | Ploeg                | Tijd     |
| Winnaar                                  | Miguel Ángel Martín | Saunier Duval-Prodir | 5u43'46" |
| 2                                        | Eladio Jiménez      | Comunidad Valenciana | +03"     |
| 3                                        | Roberto Laiseka     | Euskaltel-Euskadi    | +06"     |

### 4e etappe
| Llorts – Ordino-Arcalis (individuele tijdrit over 12.4 km) |                     |                      |        |
| Plaats                                                     | Naam                | Ploeg                | Tijd   |
| Winnaar                                                    | Miguel Ángel Martín | Saunier Duval-Prodir | 30'46" |
| 2                                                          | Roberto Laiseka     | Euskaltel-Euskadi    | +16"   |
| 3                                                          | David Latasa        | Comunidad Valenciana | +19"   |

### 5e etappe
| Llívia – Blanes (180.6 km) |                   |                   |          |
| Plaats                     | Naam              | Ploeg             | Tijd     |
| Winnaar                    | Danilo Hondo      | Team Gerolsteiner | 4u14'43" |
| 2                          | René Haselbacher  | Team Gerolsteiner | z.t.     |
| 3                          | Crescenzo D'Amore | Acqua & Sapone    | z.t.     |

### 6e etappe
| Blanes – Vallirana (148.1 km) |                     |                      |          |
| Plaats                        | Naam                | Ploeg                | Tijd     |
| Winnaar                       | Max van Heeswijk    | US Postal            | 3u06'03" |
| 2                             | Allan Davis         | Liberty Seguros      | z.t.     |
| 3                             | Miguel Ángel Martín | Saunier Duval-Prodir | +01"     |

### 7e etappe
| Olesa de Montserrat – Barcelona (132.8 km) |                  |                   |          |
| Plaats                                     | Naam             | Ploeg             | Tijd     |
| Winnaar                                    | Isaac Gálvez     | US Postal         | 2u57'49" |
| 2                                          | Mirco Lorenzetto | De Nardi          | z.t.     |
| 3                                          | Danilo Hondo     | Team Gerolsteiner | z.t.     |

## Eindklassementen

### Algemeen klassement
| Plaats | Naam                | Ploeg                | Tijd      |
| ------ | ------------------- | -------------------- | --------- |
|        | Miguel Ángel Martín | Saunier Duval-Prodir | 20u39'44" |
| 2      | Vladimir Karpets    | Illes Balears-Caisse | + 28"     |
| 3      | Roberto Laiseka     | Euskaltel-Euskadi    | + 41"     |
| 4      | David Latasa        | Comunidad Valenciana | + 1' 00"  |
| 5      | Eladio Jiménez      | Comunidad Valenciana | + 1' 19"  |
| 6      | Iván Parra          | Comunidad Valenciana | + 1' 28"  |
| 7      | Alberto López       | Euskaltel-Euskadi    | + 2' 17"  |
| 8      | Josep Jufré         | Relax-Bodysol        | z.t.      |
| 9      | Pablo Lastras       | Illes Balears-Caisse | + 2' 46"  |
| 10     | Daniel Atienza      | Cofidis              | + 3' 07"  |
|        |                     |                      |           |
| 60     | Max van Heeswijk    | US Postal            | + 22' 01" |
| 66     | Stijn Devolder      | US Postal            | + 24' 18" |

### Bergklassement
| Plaats    | Naam                | Ploeg                | Punten |
| --------- | ------------------- | -------------------- | ------ |
| Rode trui | Miguel Ángel Martín | Saunier Duval-Prodir | 61     |
| 2         | David Latasa        | Comunidad Valenciana | 51     |
| 3         | Félix Cárdenas      | Cafés Baqué          | 44     |

### Puntenklassement
| Plaats     | Naam                | Ploeg                | Punten |
| ---------- | ------------------- | -------------------- | ------ |
| Witte trui | Miguel Ángel Martín | Saunier Duval-Prodir | 91     |
| 2          | Danilo Hondo        | Team Gerolsteiner    | 63     |
| 3          | Vladimir Karpets    | Illes Balears-Caisse | 51     |
|            |                     |                      |        |
| 4          | Max van Heeswijk    | US Postal            | 48     |

### Sprintklassement
| Plaats      | Naam            | Ploeg                   | Punten |
| ----------- | --------------- | ----------------------- | ------ |
| Blauwe trui | David Fernández | Costa Almeria-Paternina | 11     |
| 2           | Pablo Lastras   | Illes Balears-Caisse    | 10     |
| 3           | Lander Euba     | Costa Almeria-Paternina | 7      |

### Ploegenklassement
| Plaats | Ploeg                          | Tijd      |
| ------ | ------------------------------ | --------- |
|        | Comunidad Valenciana-Kelme     | 62u03'05" |
| 2      | Illes Balears-Caisse d'Epargne | + 5' 49"  |
| 3      | Relax-Bodysol                  | + 5' 56"  |

1911 · 1912 · 1913 · 1914-1919 · 1920 · 1921-1922 · 1923 · 1924 · 1925 · 1926 · 1927 · 1928 · 1929 · 1930 · 1931 · 1932 · 1933 · 1934 · 1935 · 1936 · 1937 · 1938 · 1939 · 1940 · 1941 · 1942 · 1943 · 1944 · 1945 · 1946 · 1947 · 1948 · 1949 · 1950 · 1951 · 1952 · 1953 · 1954 · 1955 · 1956 · 1957 · 1958 · 1959 · 1960 · 1961 · 1962 · 1963 · 1964 · 1965 · 1966 · 1967 · 1968 · 1969 · 1970 · 1971 · 1972 · 1973 · 1974 · 1975 · 1976 · 1977 · 1978 · 1979 · 1980 · 1981 · 1982 · 1983 · 1984 · 1985 · 1986 · 1987 · 1988 · 1989 · 1990 · 1991 · 1992 · 1993 · 1994 · 1995 · 1996 · 1997 · 1998 · 1999 · 2000 · 2001 · 2002 · 2003 · 2004 · 2005 · 2006 · 2007 · 2008 · 2009 · 2010 · 2011 · 2012 · 2013 · 2014 · 2015 · 2016 · 2017 · 2018 · 2019 · 2020 · 2021 · 2022 · 2023 · 2024